# Kardinalska imenovanja pape Pija XII.
Papa Pio XII. za vrijeme svoga pontifikata (1939. – 1958.) održao je 2 konzistorija na kojima je imenovao ukupno 56 kardinala.

## Konzistorij 18. veljače 1946. (I.)
1. Grégoire-Pierre XV Agagianian, cilicijski patrijarh (Armenska katolička Crkva)
2. John Joseph Glennon, sentluiski nadbiskup
3. Benedetto Aloisi Masella, naslovni nadbiskup Cezareje mauritanijske, nuncij u Brazilu
4. Clemente Micara, naslovni nadbiskup apameje sirijske, nuncij u Belgiji i internuncij u Luksemburgu
5. Adam Stefan Sapieha, krakovski nadbiskup
6. Edward Aloysius Mooney, detroitski nadbiskup
7. Jules-Géraud Saliège, tuluški nadbiskup
8. James Charles McGuigan, torontski nadbiskup
9. Samuel Alphonse Stritch, čikaški nadbiskup
10. Agustín Parrado y García, granadski nadbiskup
11. Clément-Émile Roques, renski nadbiskup
12. Jan de Jong, utrehtski nadbiskup
13. Carlos Carmelo de Vasconcelos Motta, saopaulski nadbiskup
14. Pierre Petit de Julleville, ruanski nadbiskup
15. Norman Thomas Gilroy, sidnejski nadbiskup
16. Francis Joseph Spellman, njujorški nadbiskup
17. José María Caro Rodríguez, santiagodečileanski nadbiskup
18. Teodósio Clemente de Gouveia, lourensomarkeski nadbiskup
19. Jaime de Barros Câmara, nadbiskup São Sebastião de Rio de Janeira
20. Enrique Pla y Deniel, toledski nadbiskup
21. Manuel Arteaga y Betancourt, nadbiskup San Cristóbal de La Habane
22. Joseph Frings, kelnski nadbiskup
23. Juan Gualberto Guevara, limski nadbiskup
24. Bernard Griffin, vestminsterski nadbiskup
25. Manuel Arce y Ochotorena, taragonski nadbiskup
26. József Mindszenty, ostrogonski nadbiskup
27. Ernesto Ruffini, palermski nadbiskup
28. Konrad von Preysing, berlinski biskup
29. Clemens August von Galen, minstersksi biskup
30. Antonio Caggiano, rozarijski biskup
31. Thomas Tien-ken-Sin, SVD, ruspenski naslovni biskup, cingtaoski apostolski vikar
32. Giuseppe Bruno, tajnik Svete kongregacije koncila

## Konzistorij 12. siječnja 1953. (II.)
1. Celso Costantini, teodozipolski naslovni nadbiskup, tajnik Svete kongregacije za širenje vjere
2. Augusto Álvaro da Silva, nadbiskupe São Salvador da Bahije
3. Gaetano Cicognani, ancirski naslovni nadbiskup, nuncij u Španjolskoj
4. Angelo Giuseppe Roncalli, mesembrijski naslovni nadbiskup, nuncij u Francuskoj [a]
5. Valerio Valeri, titular efeški naslovni nadbiskup, prisjednik Svete kongregacije istočnih crkava
6. Pietro Ciriaci, tarški naslovni nadbiskup, nuncij u Portugalu
7. Francesco Borgongini Duca, heraklijski naslovni nadbiskup, nuncij u Italiji
8. Maurice Feltin, pariški nadbiskup
9. Marcello Mimmi, napuljski nadbiskup
10. Carlos María de la Torre, nadbiskup Quita
11. Alojzije Stepinac, zagrebački nadbiskup [b]
12. Georges-François-Xavier-Marie Grente, lemanski biskup-nadbiskup
13. Giuseppe Siri, đenovski nadbiskup
14. John Francis D'Alton, armaški nadbiskup
15. James Francis McIntyre, losanđelski nadbiskup
16. Giacomo Lercaro, bolonjski nadbiskup
17. Stefan Wyszyński, gnježanski i varšavski nadbiskup
18. Benjamín de Arriba y Castro, taragonski nadbiskup
19. Fernando Quiroga y Palacios, nadbiskup Santiaga de Compostela
20. Paul-Émile Léger, P.S.S., montrealski nadbiskup
21. Crisanto Luque, bogotski nadbiskup
22. Valerian Gracias, bombajski nadbiskup
23. Joseph Wendel, minhenski i frajzinški biskup
24. Alfredo Ottaviani, prisjednik Vrhovne svete kongregacija Svetoga Oficija

Carlo Agostini, venecijanski patrijarh, trebao je postati kardinalom na ovom konzistoriju, ali je umro 15 dana prije njegova održavanja, 28. prosinca 1952.